# Hypomma affine
Hypomma affine is een spinnensoort in de taxonomische indeling van de hangmatspinnen (Linyphiidae).
Het dier behoort tot het geslacht Hypomma. De wetenschappelijke naam van de soort werd voor het eerst geldig gepubliceerd in 1930 door Ehrenfried Schenkel-Haas.